# Are You Listening? (album)
Pour les articles homonymes, voir Are You Listening?.
Albums de Dolores O'Riordan
No Baggage?
(2009)
Singles
Are You Listening? est le premier album solo de Dolores O'Riordan, la chanteuse des Cranberries, sorti en France le 7 mai 2007. L'album s'est vendu en quelques semaines à plus de 100 000 exemplaires dans le monde et 600 000 exemplaires quelques mois après sa sortie.
Il s'inscrit dans la continuité rock/folk des Cranberries avec des morceaux tels que Ordinary Day, When We Were Young ou Apple of My Eye, mais s'aventure également dans le metal symphonique sur In The Garden, Stay With Me ou Black Widow.
Les thèmes des chansons font largement référence à la vie de la chanteuse, parlant ainsi de la mort de sa belle-mère dans Black Widow, de l'hypothèse du décès de son mari dans Apple of My Eye ou de la naissance de son troisième enfant, la plus jeune de ses filles, dans Ordinary Day qui est d'ailleurs le premier single de l'album.
L'album a été composé et enregistré pendant le hiatus de The Cranberries.
Le premier single Ordinary Day sort fin avril 2007. Son clip est tourné à Prague. Le second single est When We Were Young.

## Liste des morceaux
1. Ordinary Day (4.04)
2. When We Were Young (3.23)
3. In the Garden (4.27)
4. Human Spirit (4.00)
5. Loser (2.56)
6. Stay with Me (4.01)
7. Apple of My Eye (4.42)
8. Black Widow (4.56)
9. October (4.38)
10. Accept Things (4.11)
11. Angel Fire (5.02)
12. Ecstasy (5.13)

## Singles
1. Ordinary Day[4] (4.04) :Le clip a été tourné à Prague.
2. When We Were Young

## Groupe
- Dolores O'Riordan - voix
- Steve Demarchi - guitare, backing vocals
- Denny Demarchi - claviers, guitares, flute, instruments à vent, backing vocals
- Marco Mendoza - guitare basse, backing vocals
- Graham Hopkins - batterie, percussion, backing vocals

## Classement
| 28 | 26 | 77 | 35 | 15 | 11 | 18 | 10 | 6 | 58 | 2 |